# Guta-Sintram Codex

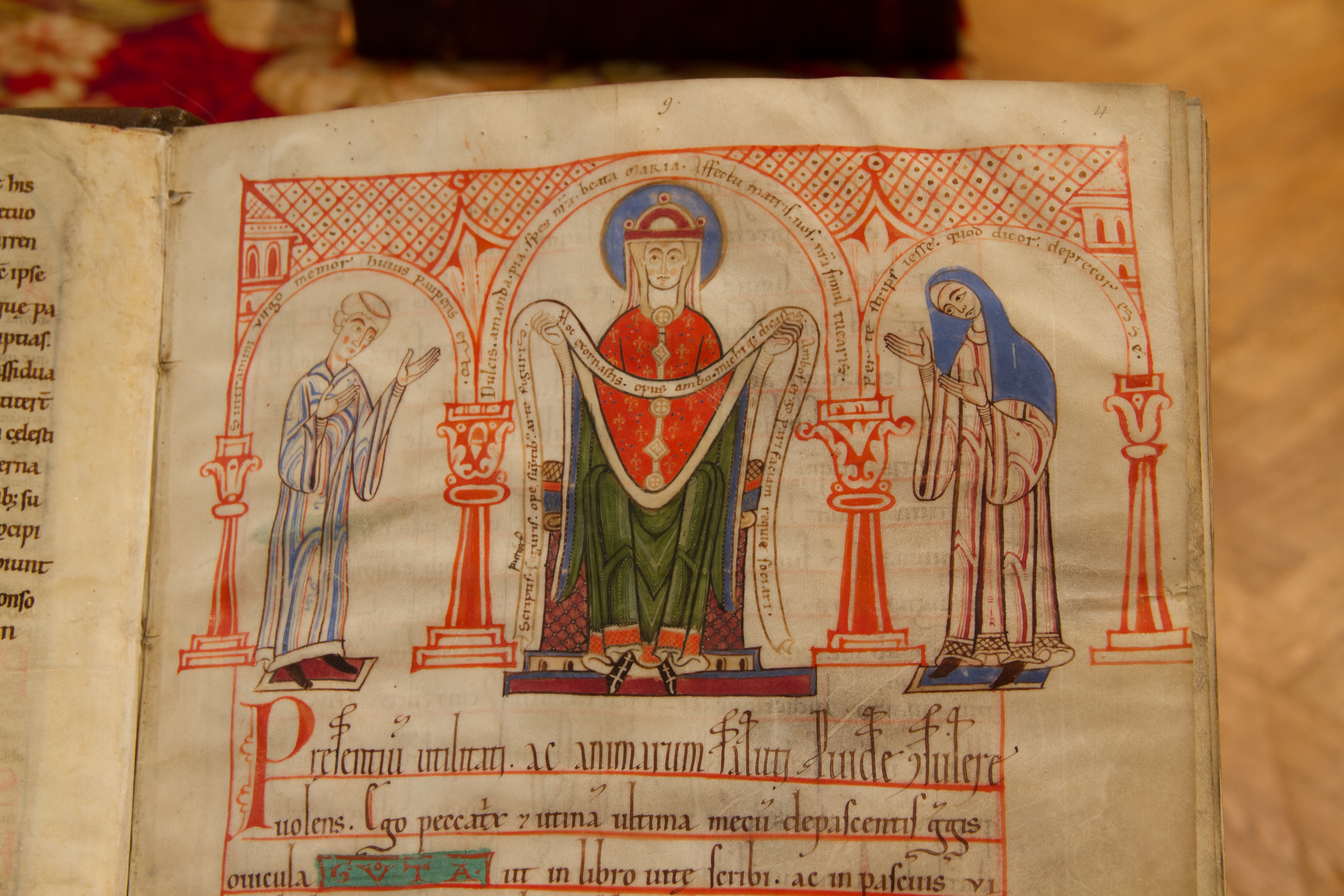
Opdracht van het handschrift aan Maria door de auteurs.

De Guta-Sintram Codex is een verlucht romaans handschrift, in 1154 gecreëerd in de abdij van Marbach in de Elzas en nu bewaard in de bibliotheek van het Groot Seminarie van Straatsburg met als signatuur Ms. 37.
Het is een van de oudste en bijzonderste romaanse handschriften uit de Elzas die bewaard zijn gebleven, sedert de Hortus Deliciarum van de Abdis Herrad von Landsberg werd vernield bij de brand van de Temple Neuf in Straatsburg op 24 augustus 1870 tijdens de Frans-Duitse Oorlog.

## Beschrijving
Het handschrift bestaat uit 163 perkamenten folia van 365 bij 270 mm. Het is geschreven in het Latijn in een kolom met 23 regels per blad. Het werd verlucht met verscheidene volbladminiaturen en talloze versierde initialen. Het handschrift bestaat eigenlijk uit twee verschillende manuscripten die van bij hun ontstaan samen werden ingebonden. De originele band werd vervangen in de 18e eeuw.

## Geschiedenis
We kennen de ontstaansgeschiedenis van het manuscript dankzij de colofon die het bevat. Die stelt dat het afgewerkt werd in 1154, geschreven door de kanunnikes Guta van het klooster van Schwarzenthann en verlucht door kanunnik Sintram van Marbach. De abdij van Marbach bij Voegtlinshoffen in de Elzas was een dubbelklooster gesticht in 1089, waarvan de kanunnikessen gevestigd waren in het klooster van Schwarzenthann in de omgeving van Wintzfelden vanaf 1124.
Het handschrift bleef na zijn redactie bewaard in de abdij van Marbach, waar het werd gestolen. Het dook terug op bij de Jezuïeten in Straatsburg in de 18e eeuw. Het moet ondertussen in het bezit geweest zijn van een aantal eigenaars waarvan een, Johannes Dionyseu zijn naam schreef op het eerste folium.

## Inhoud

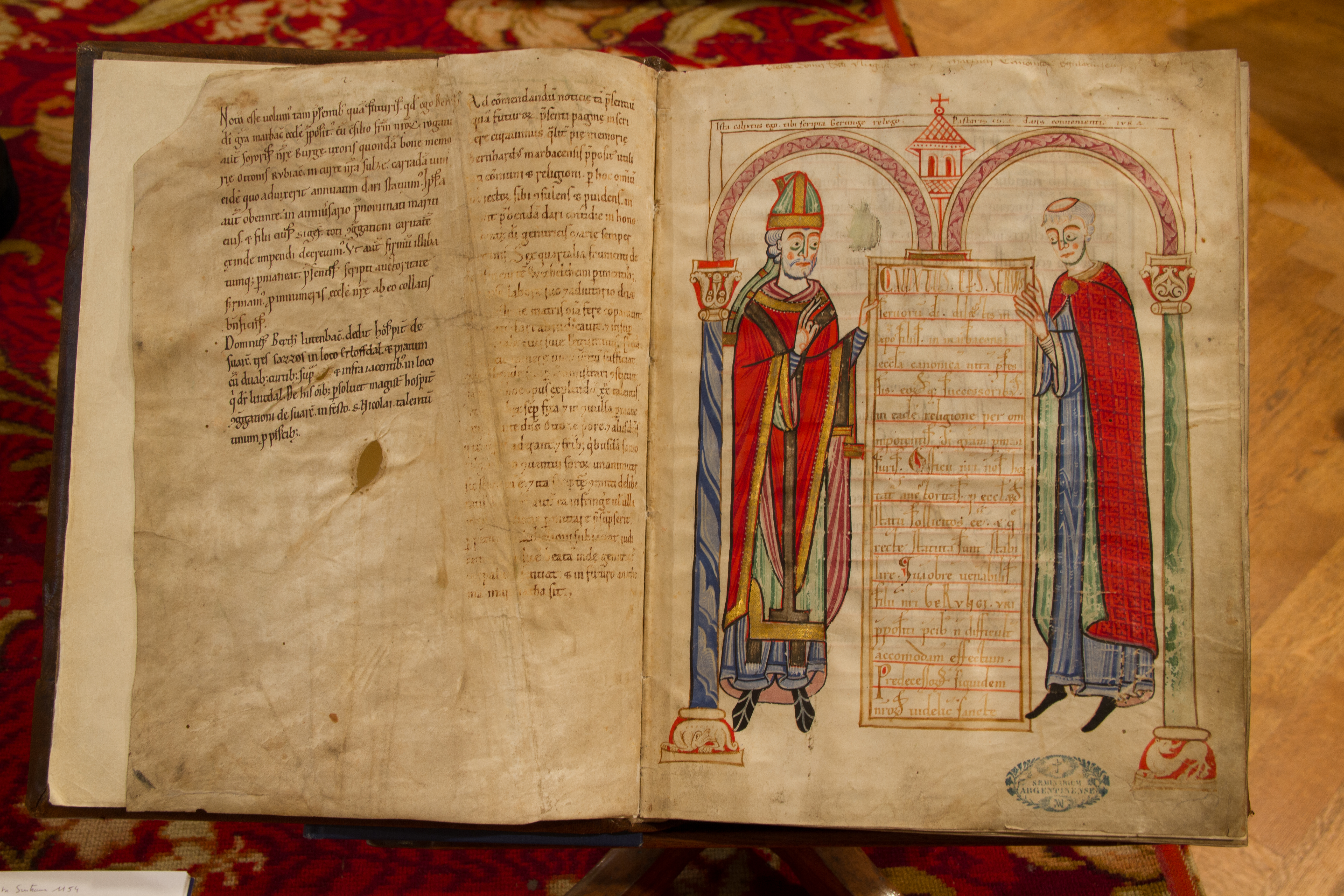
Paus Callixtus II en Gerungus.

Zoals hoger gezegd bestond het handschrift uit twee delen. Het eerste deel bevat de teksten die betrekking hebben op de zusterabdijen Marbach en Schwarzenthann. Het begint met drie schenkingsaktes vergezeld van drie volbladminiaturen:
- De eerste toont een fictief bezoek van paus Callixtus II aan de prevoost van Marbach, Gerungus, om hem een bul van 1119 te overhandigen waarin hij zijn bescherming aan de abdij bevestigd.
- De volgende volbladminiatuur (f4r), toont de schrijfster Guta en de verluchter Sintram die hun werk opdragen aan de heilige maagd.
- De derde volbladminiatuur toont de heilige Augustinus als bisschop van Hippo die zijn regel geeft aan de monniken en nonnen die rondom hem staan.

Daarna volgt de kalender (fol. 7v tot f76v) die voornamelijk dienst deed als obituarium met de abten, kanunniken, kanunnikessen en weldoeners van de abdij. De eerste bladzijde van elke maand bevat in de bovenmarge een grote versierde “KL” (afkorting van kalendae) met daarnaast een dierenriemteken en de werken van de maand. De tweede bladzijde van elke maand bevat een miniatuur waarin de centrale figuur, de meester-apotheker, een banderol vasthoudt waarop de voorschriften van de maand inzake het aderlaten, het baden, de voeding en de te nemen medicijnen vooral in de vorm van planten- en kruidenmengsels, worden opgegeven. Naast hem staan twee figuren, de ene in blakende gezondheid die zijn regels heeft opgevolgd en de andere, die door zijn houding pijn en ziekte weergeeft, de man die de regels niet opvolgde.

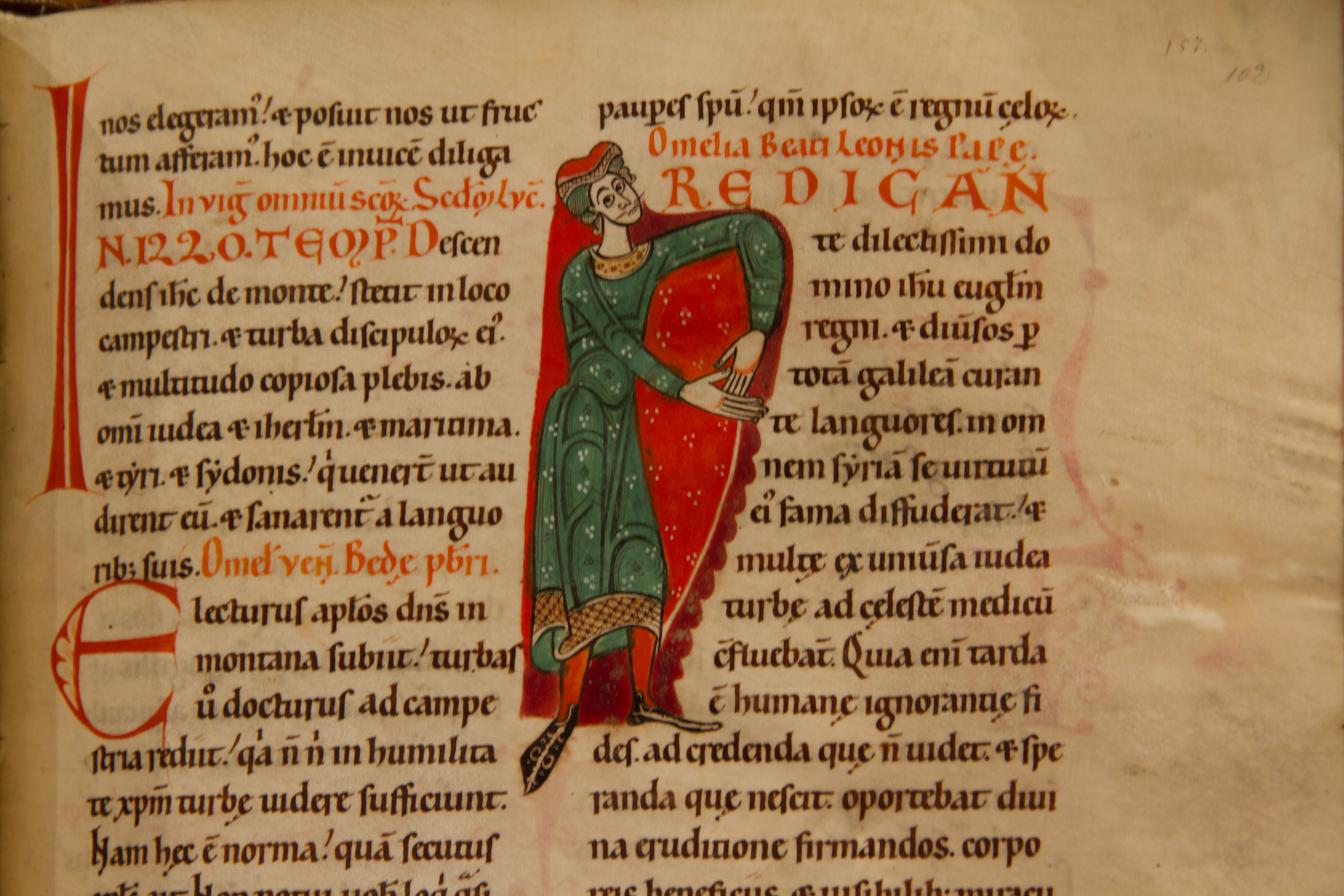
Initiaal P(redicante) in het homiliarium, f102r

Het tweede deel van het handschrift begint met het homiliarium (fol. 77 tot fol. 102) dat commentaren op het evangelie van de dag bevat. Dit beslaat slechts een gedeelte van het jaar want er zijn 106 folia verloren gegaan. De opgenomen homilies zijn van bekende auteurs zoals Ambrosius en Beda Venerabilis. Dit gedeelte is versierd met twintig prachtige initialen.
Na het homiliarium volgt de regel van Sint Augustinus, becommentarieerd door Hugo van Sint-Victor. Daarna volgen de Constitutiones marbacenses (de regels van de abdij van Marbach) van de hand van Manegold van Lautenbach, geschreven in opdracht van de stichter van de abdij, Burcard de Guerberschwihr.

## Uitgave
- Béatrice Weis: Le „Codex Guta-Sintram“. Manuscrit 37 de la Bibliothèque du Grand Séminaire de Strasbourg. 2 Bände, Éditions Facsimilés, Luzern; Editions Coprur, Strasbourg, ISBN 3-85672-023-5: Faksimile, 1982; Kommentarband, 1983.